# Big Bus Tours
Big Bus Tours (ранее Les Cars Rouges и The Big Bus Company) — британская сеть городских экскурсионных автобусов, вторая крупнейшая в мире (после City Sightseeing). Основана в мае 2011 года в результате слияния Les Cars Rouges и Big Bus Company. Компания осуществляет свою деятельность в 23 городах 11 стран и эксплуатирует более 150 автобусов по всему миру. США — страна с наибольшим количеством городов, обслуживаемых компанией Big Bus Tours. Как правило, двухэтажные автобусы с открытым верхом, обслуживаемые Big Bus Tours, окрашиваются в бордово-кремовый цвет.

## История
Компания Les Cars Rouges была основана в 1990 году в Париже Абдаллой Эль-Азамом. В течение 2000-х и 2010-х годов компания осуществляла свою деятельность в Париже, Риме, Вашингтоне, Лас-Вегасе, Сан-Франциско, Майами и Стамбуле. Big Bus Company начала свою деятельность в Лондоне в июне 1991 года. Позднее компания стала осуществлять свою деятельность в Дубае, Абу-Даби, Гонконге, Шанхае, Филадельфии и ряде других стран.
В мае 2007 года компания Al Fahim Group из Абу-Даби приобрела 30% акций.
В мае 2011 года компании Les Cars Rouges и Big Bus Company объединились, в результате чего была создана компания Big Bus Tours. Самой крупной компанией являлась Les Cars Rouges, но для международных целей было сохранено название Big Bus.
В феврале 2015 года бизнес Big Bus Tours был продан компании Exponent Private Equity. В феврале 2016 года компания Merlin Entertainments приобрела 15% акций.

## Особенности
Автобусы курсируют вблизи основных достопримечательностей города, по которому они совершают поездку. Предварительно записанные или транслируемые в прямом эфире комментарии о ландшафте предоставляются через маленькие наушники, которые носит каждый пассажир. Пассажиры могут совершать посадку и высадку из автобуса без ограничений (hop-on, hop-off) на специальных автобусных остановках на кольцевом маршруте. В крупных городах автобусы ходят по нескольким маршрутам. В некоторых городах (например, в Гонконге) некоторые варианты поездки включают путешествие на лодке.

## Страны, где действует Big Bus Tours

### Австралия
- Big Bus Darwin
- Big Bus Sydney

### Австрия
- The Big Bus Vienna

### Франция
- Big Bus Paris

### Германия
- Big Bus Berlin
- Big Bus Munich

### Гонконг
- Big Bus Hong Kong

Компания Big Bus Hong Kong была основана 15 декабря 2008 года. Благодаря самому большому парку автобусов с открытым верхом, он обслуживает три экскурсионных маршрута: на остров Гонконг (Красный тур), на Коулун (Синий тур) и на Стэнли (Зелёный тур). Оператор предлагает широкий выбор пакетов услуг, которые включают бесплатный проезд на пик-траме, вход на Скай-Террас в Виктория-Пик, традиционную поездку на сампане и экскурсию по гавани на пароме Star Ferry.

### Венгрия
- Big Bus Budapest

### Италия
- Big Bus Rome

### Ирландия
- Big Bus Dublin

Компания Big Bus Dublin была основана в августе 2018 года. Он предлагает 2 тура: красный (центр города и Феникс-парк) и синий (центр города, включая Доклендс, кладбище Гласневин и стадион Кроук Парк).

### Оман
- Big Bus Muscat

### Сингапур
- Big Bus Singapore

Компания Big Bus Singapore была основана 14 января 2011 года. Обслуживает 3 автобусных маршрута. Автобусы представлены марками Scania K230UB. В сентябре 2018 года пакет акций был приобретён местным туроператором Duck & Hippo.

### Турция
- Big Bus Istanbul

### ОАЭ
- Big Bus Dubai
- Big Bus Abu Dhabi

Компания Big Bus Dubai была основана в 2002 году. Эксплуатируемые модели — традиционные двухэтажные автобусы с открытым верхом. Во время экскурсии пассажиру предоставляется возможность посетить Wafi City, Хор-Дубай (Криксайд-парк), Дубайский музей, The Old Souq, Дом шейха Саида Аль Мактума, Heritage & Diving Village, Dubai Gold Souk, Deira City Centre, Мечеть Джумейра, Сук Мадинат Джумейра, Бурдж-эль-Араб, Palm Dubai Mall и Бурдж-Халифа.

### Великобритания
- Big Bus London

Big Bus Tours London обслуживает 3 автобусных маршрута с остановками в следующих местах: музей мадам Тюссо, площадь Оксфорда, площадь Пикадилли, Трафальгарская площадь, Уайтхолл, Вестминстерский мост, Лондонский глаз, Ковент-Гарден, собор Святого Павла, Лондонский мост, Тауэр, Вестминстерское аббатство, Букингемский дворец, Harrods, Кенсингтонский дворец и Кенсингтонские сады.

### США
- Big Bus Chicago
- Big Bus Las Vegas
- Big Bus Los Angeles
- Big Bus Miami
- Big Bus New York
- Big Bus Philadelphia
- Big Bus San Francisco
- Big Bus Washington, D.C.

## Галерея
- Логотип Big Bus Company
- East Lancs Lolyne (Dennis Trident 2) в Лондоне
- Dennis Condor (Big Bus Hong Kong)
- Ankai HFF6110GS-2 (Big Bus Hong Kong)
- Big Bus Shanghai
- Big Bus Abu Dhabi
- Big Bus Hong Kong (Aberdeen Shampan Ride)